# 三聖站

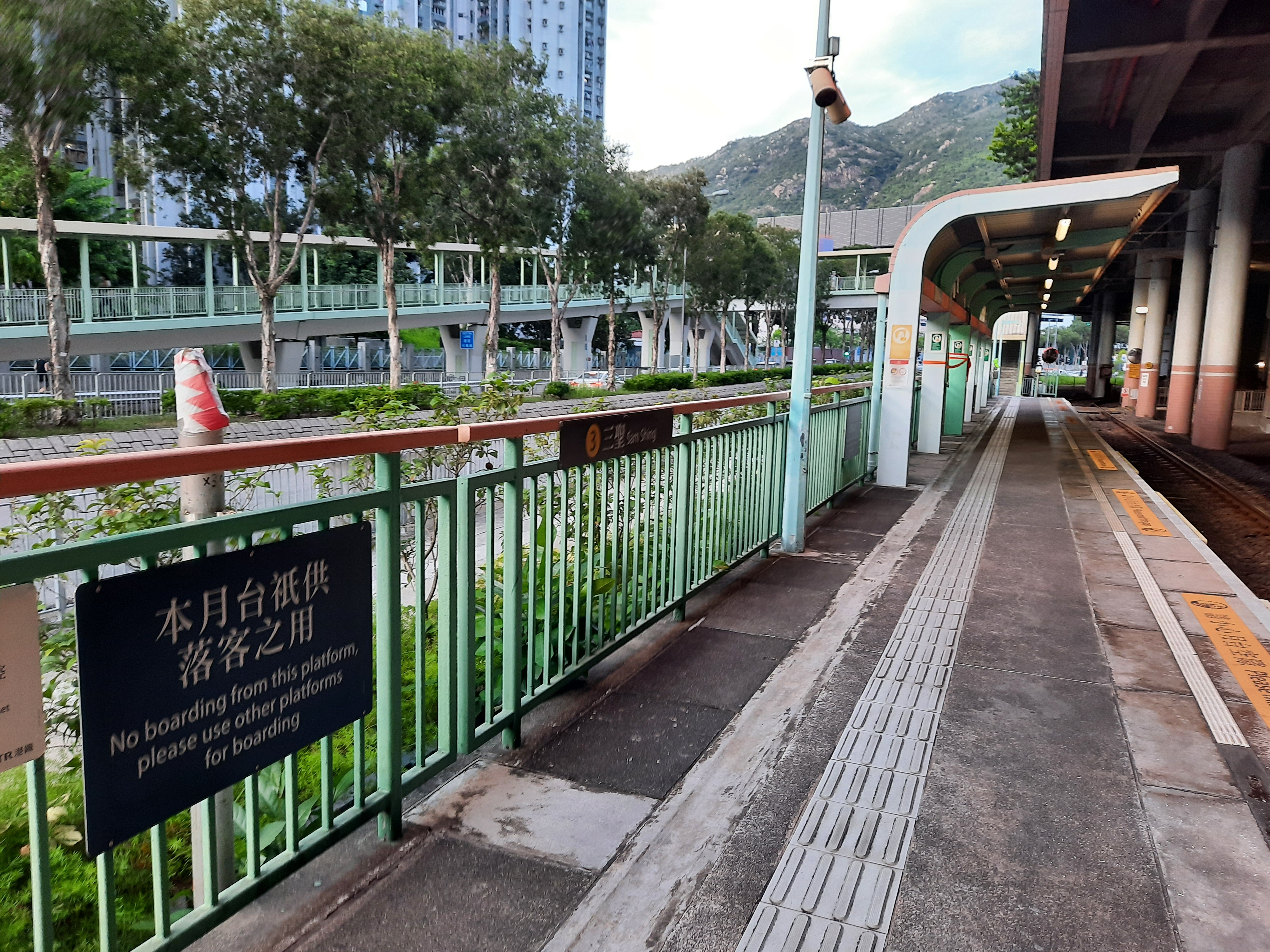
三聖站3號月台，原本是用作中途站，現只為供乘客下車

三聖站（英語：Sam Shing Stop）是輕鐵的終點站之一，代號920，屬單程車票第1收費區，共有3個月台，只有505線以此站為總站。車站位於海榮路恒福花園地面，是香港輕鐵的東南終點站。
本站是輕鐵第二期新車站之一，於1992年啟用。

## 車站結構

### 車站樓層
| -                 | 上蓋 | 恒福商場、恒福花園 |   |  |
| 地面              | 出口 | 海榮路、老鼠洲兒童遊樂場、深培中學、鐘聲慈善社胡陳金枝中學、屯門兆麟政府綜合大樓 |   |  |
| 地面              | 月台 | \| 側式 · 開左邊车门 \| \| \| \| \| \| \| \| 輕鐵505綫落客月台 \| 3 \| \| \| \| 2 \| 輕鐵備用路軌 \| \| \| \| 側式 · 備用月台 \| \| \| \| \| \| \| 1 \| 輕鐵505綫往兆康（兆麟） \| \| \| \| 側式 · 開左邊车门 \| \| \| \| \| |   |  |
| 地面              | 出口 | 三聖邨、三聖街、公共交通交匯處 |   |  |
| 側式 · 開左邊车门 |      | |   |  |
|                   |      | 輕鐵505綫落客月台 | 3 |  |
|                   | 2    | 輕鐵備用路軌 |   |  |
| 側式 · 備用月台   |      | |   |  |
|                   | 1    | 輕鐵505綫往兆康（兆麟） |   |  |
| 側式 · 開左邊车门 |      | |   |  |

### 車站月台
- 原本設有客務中心，但由於使用率低，於2007年4月23日關閉。
- 有預留空位供輕鐵置樂段及黃金海岸段使用，但現已擱置興建（下詳）
- 車站格局和屯門碼頭站相似，同為建築物下的橢圓形公共交通交匯處，但因屯門碼頭站被批評為行人道和輕鐵路軌太接近（亦曾發生多宗意外），三聖站的設計明顯不同。

### 車站周邊
- 恒福商場
- 恒福花園
- 三聖邨
- 三聖商場
- 兆麟苑
- 老鼠洲、老鼠洲兒童遊樂場
- 麒麟崗公眾公園
- 屯門海事分處
- 萬能閣
- 青山灣避風塘
- 青山魚類批發市場
- 鐘聲慈善社胡陳金枝中學
- 基督教四方福音會深培中學
- 屯門兆麟政府綜合大樓

## 接駁交通

### 三聖公共運輸交匯處

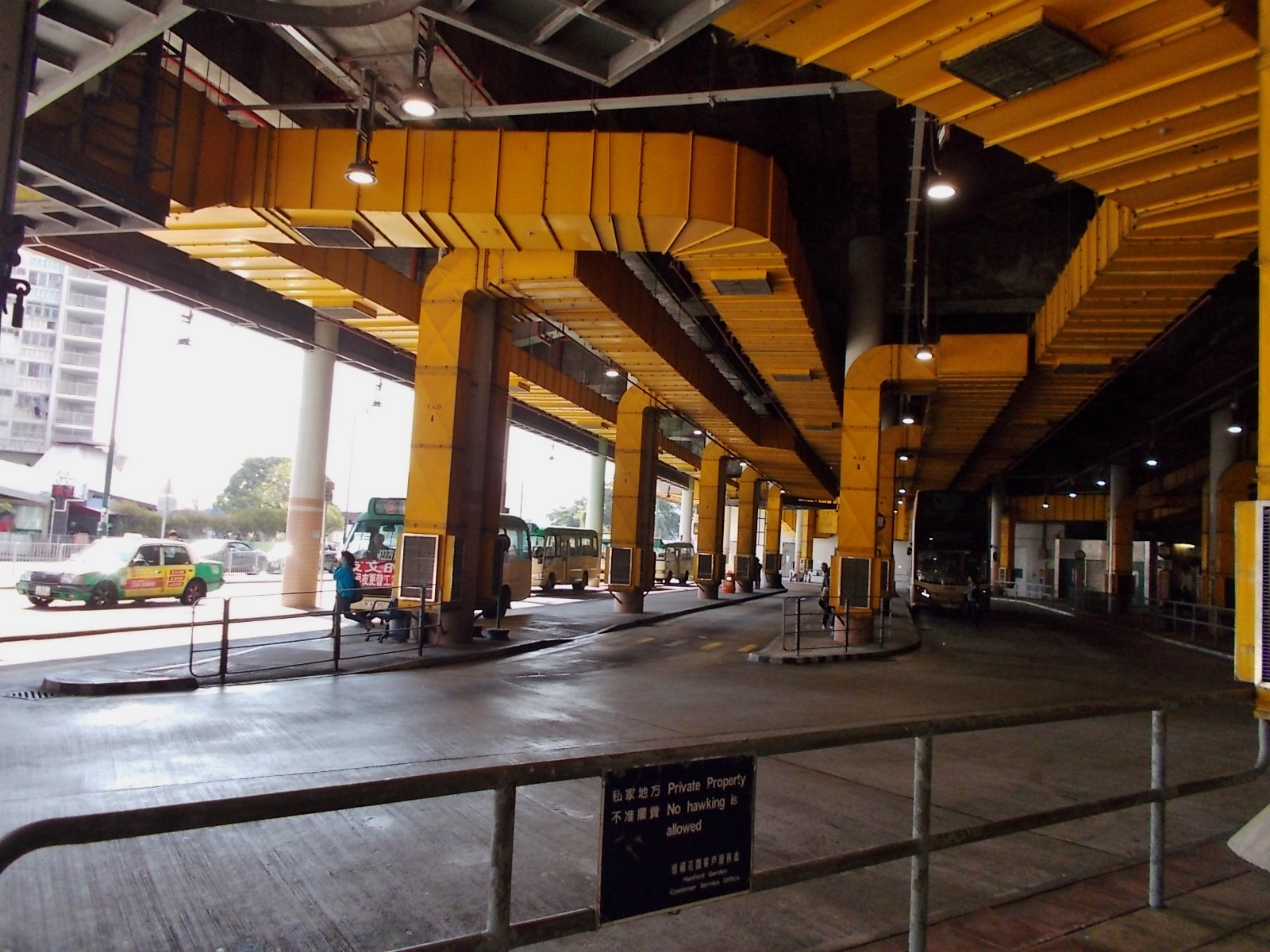
三聖公共運輸交匯處

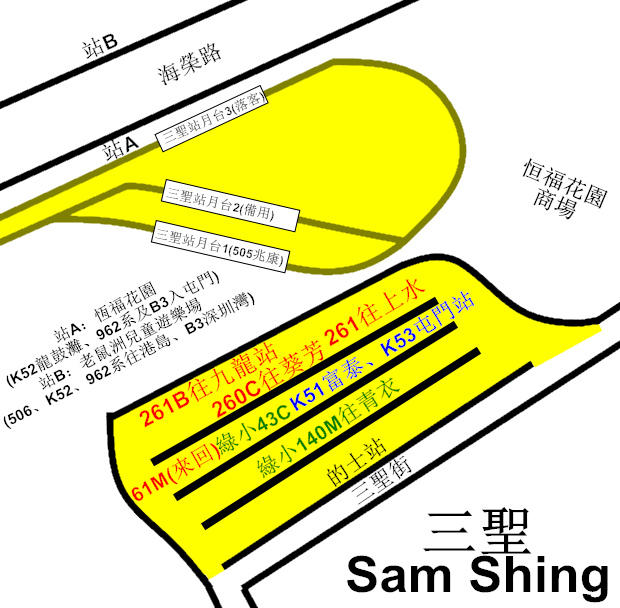
三聖公共交通交匯處的平面圖

三聖公共運輸交匯處（Sam Shing Public Transport Interchange）上方是三聖站上蓋物業，由九鐵公司及恒隆地產合作發展的私人住宅屋苑恒福花園，平台基座為商場；除了輕鐵總站，現時有4條巴士路線及1條專線小巴路線以此處為總站，另外有3條巴士路線及1條專線小巴路線途經此站。
1994年11月2日，九龍巴士261B線投入服務；2000年6月4日，九龍巴士261線投入服務；2011年9月5日，九龍巴士61M線由此起載的特別班次取消，而九龍巴士260C線總站則在同日由友愛（南）巴士總站延長至此。

## 歷史
本站原名三聖總站（英語：Sam Shing Terminus）。2010年6月13日起，港鐵將此站更名為三聖站，以符合港鐵車站一貫命名方式。

### 三聖站預留位

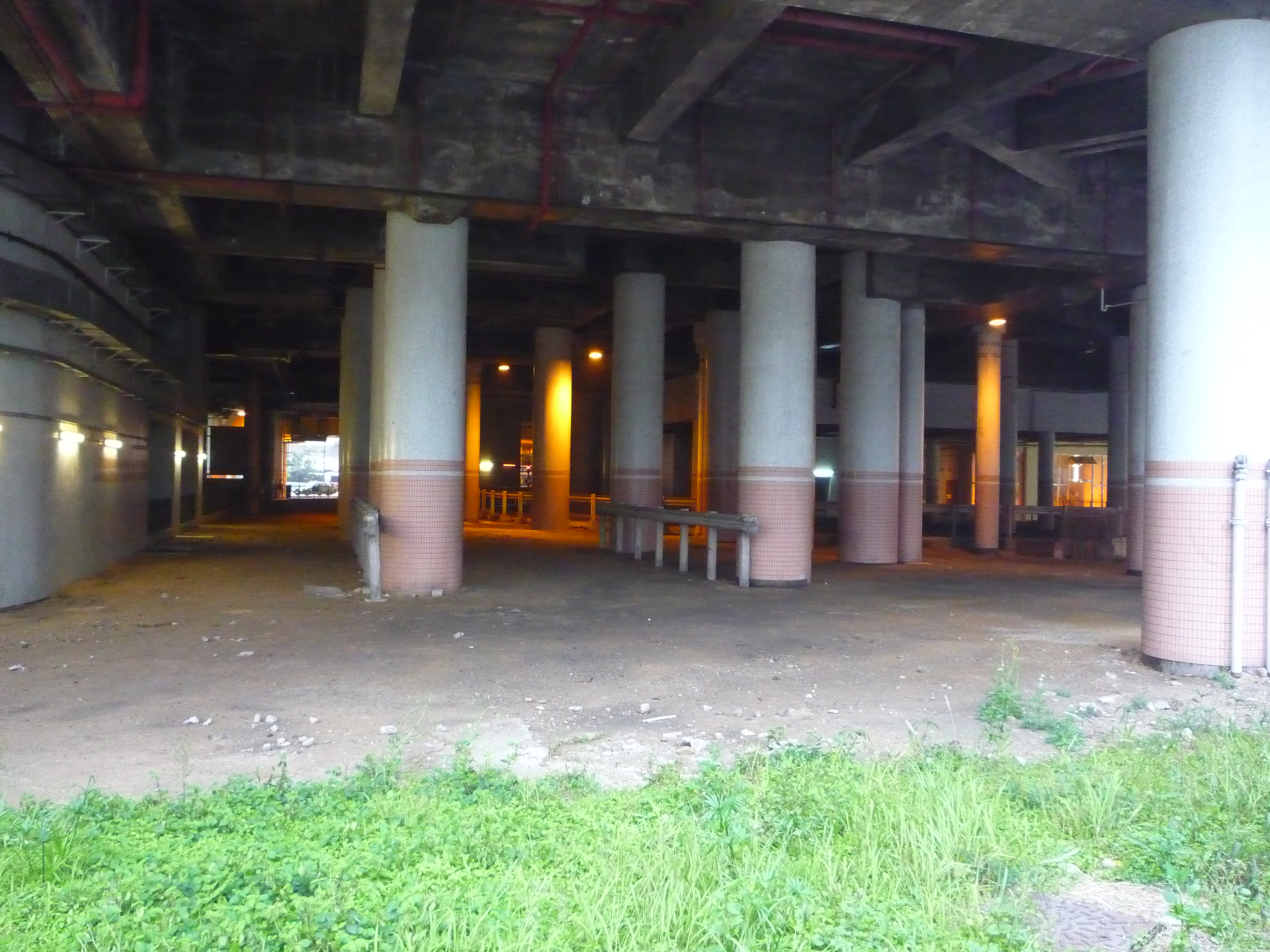
三聖站預留位

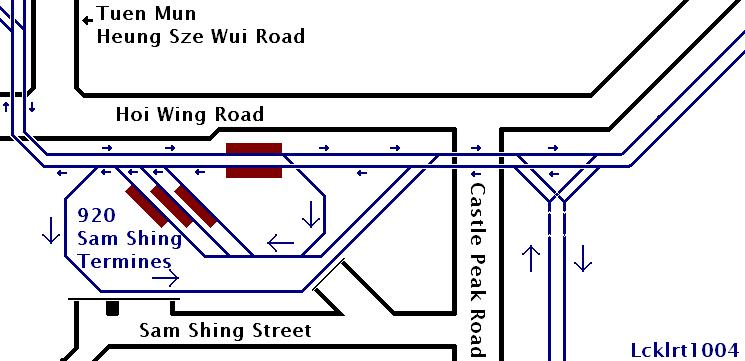
三聖站的原軌道布置圖（有置樂支線和黃金海岸支線）

輕鐵三聖站原是一個「三方向轉車站」，即除兆麟站或豐景園站往三聖站的來回方向外，還有兩條支線，是經過三聖站的。這兩條支線，就是：
- 輕鐵置樂支線（何福堂站 → 華都 → 置樂 → 恒豐 → 三聖站）
- 輕鐵黃金海岸支線（三聖站往黃金海岸／掃管笏）

三條路線都以三聖站為轉車站，所以如果三聖站完全建成，其規模非常龐大，輕鐵亦能覆蓋近乎整個新界西新市鎮地區。
然而，當時的香港政府以該兩區人口不足以支持這兩條支線為理由，決定擱置興建這兩條支線，可惜那時候，三聖站已經興建完成，結果產生了很多「多餘」的預留位，亦即是現今三聖站的大量廢棄空地。
香港政府在規劃這條支線附近地區時也有很多預留位，如在翠濤居對出的空地。而這條支線最明顯的預留位除了三聖站外，還有愛琴海岸對出的大空地（政府計劃在掃管笏興建新小學的那張位置圖中，清楚地指出那大空地是輕便鐵路總站及伸延至掃管笏的路線圖）。除此之外，上面提到政府計劃在掃管笏興建的新小學已落實興建，興建完成後，估計會帶來逾九百個學生乘搭K51及K53，而現在K51及K53在上班上學的繁忙時間已接近飽和。此外，置樂支線也有很多預留位，如在恆順園、冠豐園、恆豐園等屋苑對出的空地。
此計劃已確定擱置。

## 外部連結
1. ↑  . 九巴. 2011-09-02. （原始内容存档于2018-08-24）.

- 港鐵公司 - 輕鐵及巴士服務 - 輕鐵街道圖（页面存档备份，存于）
- 港鐵公司 - 輕鐵及巴士服務 - 輕鐵行車時間表（页面存档备份，存于）